# Калыгина, Анна Степановна
Анна Степановна Калыгина (18(30).12.1895, деревня Малахово Лаптевской волости Тульского уезда Тульской губернии, — 27.11.1937, Москва) — советский партийный деятель. Председатель Смоленского губисполкома (1928-1929). В 1925—1937 гг. кандидат в члены ЦК ВКП(б). Расстреляна в 1937 году, реабилитирована посмертно.

## Биография
Анна Калыгина родилась 18 декабря 1895 года в деревне Малахово Тульского уезда Тульской губернии. Окончила церковно-приходскую школе, после чего жила в Москве, работала домработницей, трафаретчицей, ткачихой. В декабре 1915 года вступила в РСДРП(б).
Участница Февральской и Октябрьской революций 1917 года, член Московского совета.
После Октябрьского переворота работала заведующей Алексеевско-Ростокинским отделом социального обеспечения. В 1918—1920 годах служила в Рабоче-крестьянской Красной Армии, участвовала в Гражданской войне на Восточном фронте. В 1924 году окончила Коммунистический университет имени Я. М. Свердлова и была направлена на работу в женотдел ЦК РКП(б). Избиралась кандидатом в члены ЦК РКП(б), членом ЦИК СССР и ЦИК РСФСР.
8 сентября 1928 года Калыгина была избрана председателем Смоленского губисполкома, став единственной женщиной — советским руководителем Смоленщины. Когда советское руководство приняло решение о создании Западной области, она была назначена председателем оргкомитета ВЦИК этой области. В это же время Калыгина вновь была избрана членом ЦИК СССР и ВЦИК РСФСР.
С июля 1929 года Калыгина работала секретарём Тверского губкома ВКП(б) и секретарём оргбюро Тверского окружкома ВКП(б), а с сентября того же года — секретарём Тверского окружкома ВКП(б). 
26 января—10 февраля 1934 года делегат XVII съезда ВКП(б) с решающим голосом от Московской парторганизации.
С августа 1930 1-й секретарь Калининского горкома ВКП(б). С июня 1935 2-й секретарь Калининского обкома ВКП(б). С апреля 1936 года Калыгина работала секретарём Воронежского горкома ВКП(б).
Проживала :  г. Воронеж, ул. Плехановская, дом Советов, кв. 23.
НАГРАДЫ
Орден Ленина (17 марта 1933);
Почётная грамота ЦИК СССР (14 мая 1935 )

## Арест и осуждение
В марте 1937 года понижена в должности до второго секретаря Воронежского горкома ВКП(б), в апреле отстранена от работы, 19 мая 1937 года смещена с поста без предоставления новой должности. Зачислена в резерв кадров Наркомата лёгкой промышленности СССР.
Арестована 26 июля 1937 года органами НКВД СССР. Обвинена в «участии в антисоветской право-троцкистской террористической организации». Имя А. Калыгиной было включено в Сталинский расстрельный список, датированный 1 ноября 1937 года (№ 8 в списке из 45 человек, под грифом «Бывшие члены и кандидаты ЦК ВКП(б)») («за» 1-ю категорию Молотов, Сталин, Ворошилов, Каганович, Жданов .  
27 ноября 1937 года приговор утверждён Военной коллегией Верховного суда СССР.
Расстреляна в тот же день лично Наркомом внутренних дел СССР Н. И. Ежовым
Начальник личной охраны Ежова ст. лейтенант ГБ В. Н. Ефимов в своих показаниях свидетельствует: «Свое участие в расстрелах Ежов афишировал, и это стало обыденным явлением на застольях. Но вот бесследно такие вещи не проходят. Его похвальба была скорее попыткой вытеснить неприятные воспоминания, которые никак не отпускали». По словам Ефимова, один такой эпизод глубоко засел в сознании Ежова и не давал ему покоя: «После освобождения Ежова с должности Наркома внутренних дел, гуляя с ним по Кремлю, Ежов в хвастливом тоне рассказывал мне о том, что приговор над осужденной Калыгиной — быв. секретаря Калининского обкома ВКП(б), он лично приводил в исполнение.
При этом Ежов мне говорил, что на протяжении всего периода времени после личного расстрела Калыгиной его везде и всюду преследует образ Калыгиной и что она ему все время мерещится». ( В тот день был осужден к ВМН в числе прочих И. М. Москвин, ответственный сотрудник ЦК ВКП(б) начала 30-х гг., который в свое время и ввел самого Ежова в структуру аппарата ЦК, сделав своим помощником. Ежов лично хотел посмотреть на казнь человека, которому был очень обязан).
Тела Калыгиной и других расстрелянных в тот день были кремированы (И. П. Носов, Е. И. Вегер, И. М. Москвин, Р. Г. Рубенов и др.). Место захоронения - «могила невостребованных прахов» № 1 крематория Донского кладбища.
17 марта 1956 года определением ВКВС СССР А. С. Калыгина была посмертно реабилитирована.

## Семья
- Первый муж (1911) — рабочий (1913 развод).
- Второй муж — Эрнст Степанович Липшиц 1895 г.р., уроженец г. Будапешт, венгр (еврей), образование среднее, член ВКП(б), бывший директор Воронежского вагоноремонтного завода им. Э.Тельмана, на момент ареста директор Калининского вагоностроительного завода. 27 марта 1937 арестован по обвинению «в шпионаже в пользу Германии» и этапирован в Москву. Внесен в Сталинский расстрельный список от 3 января 1938 г. («Москва-центр»)[8] по 1-й категории ( «за» Жданов, Молотов, Каганович ,Ворошилов). Расстрелян 25 января 1938 г. по приговору ВКВС СССР по обвинению в «шпионаже и участии в к.-р. правотроцкистской террористической организации». Место захоронения — спецобъект НКВД«Коммунарка». Реабилитирован посмертно ВКВС СССР 8 сентября 1956 г.[9].

Дочь Людмила Владимировна Ставская